# Alto Alegre dos Parecis
Alto Alegre dos Parecis là một đô thị thuộc bang Rondônia, Brasil. Đô thị này có diện tích 3958,59 km², dân số năm 2007 là 11615 người, mật độ 2,93 người/km².